# Gea de Albarracín
Gea de  Albarracín ist ein Ort und eine Gemeinde (municipio) mit 467 Einwohnern (Stand: 2024) in der Provinz Teruel im Südwesten der Autonomen Region Aragonien im Osten Spaniens.

## Lage und Klima
Der Ort Gea de Albarracín liegt am Río Guadalaviar im Südosten des Iberischen Gebirges etwa 24 km (Fahrtstrecke) nordwestlich der Stadt Teruel in einer Höhe von ca. 1030 m. Das Klima ist gemäßigt bis warm; Regen (ca. 455 mm/Jahr) fällt übers Jahr verteilt.

## Bevölkerungsentwicklung
| Jahr      | 1857  | 1900  | 1950 | 2000 | 2017 |
| Einwohner | 1.047 | 1.151 | 981  | 453  | 372  |

Die Mechanisierung der Landwirtschaft sowie die Aufgabe bäuerlicher Kleinbetriebe und der daraus resultierende Verlust an Arbeitsplätzen haben in der zweiten Hälfte des 20. Jahrhunderts zu einem deutlichen Bevölkerungsrückgang (Landflucht) geführt.

## Wirtschaft
Die Gemeinde lebte jahrhundertelang ausschließlich vom Getreideanbau (Gerste und Weizen), der hauptsächlich zur Selbstversorgung betrieben wurde; auch Viehhaltung (Schafe, Ziegen, Hühner) fand in geringem Maße statt. Der Ort Torres de Albarracín diente als merkantiles, handwerkliches und kulturelles Zentrum für die inzwischen zumeist verschwundenen Weiler und Einzelgehöfte in seiner Umgebung. Heute spielt die Landwirtschaft immer noch die wichtigste Rolle; Einnahmen aus dem Tourismus gibt es kaum.

## Geschichte
Im 1. Jahrtausend v. Chr. siedelten in der Region wahrscheinlich keltiberische Stammesgruppen der Lobetaner. Die römische Wasserleitung (acueducto) von Albarracín nach Cella führt durch das Gemeindegebiet. Westgotische Spuren wurden bislang nicht entdeckt. In der Phase des allmählichen Zerfalls des Kalifats von Córdoba gründete die Berber-Dynastie der Banu Racin ein kurzlebiges Taifa-Emirat. Im frühen 13. Jahrhundert wurde der Ort christlich.

## Sehenswürdigkeiten
- Die Pfarrkirche San Bernardo ist ein schmuckloser barocker Bau aus dem 17. Jahrhundert. Das Innere ist dreischiffig; das Mittelschiff hat ein Stichkappengewölbe. Die Apsis ist polygonal gebrochen; das Altarretabel (retablo) stammt aus dem Jahr 1750.[6][7]
- Der Convento del Carmen gehörte dem Karmeliterorden und stammt aus der 2. Hälfte des 17. Jahrhunderts. Der Kreuzgang (claustro) ist dreigeschossig und gehört zu den schönsten seiner Art.[8]
- Der Convento de Capuchinas gehörte dem weiblichen Zweig des Kapuzinerordens und stammt aus der Mitte des 18. Jahrhunderts.[9]
- Zwei Einsiedlerkirchen (ermitas) stehen am Ortsrand.